# Бергерсен, Томас
Томас Якоб Бергерсен (норв. Thomas Jacob Bergersen; род. 4 июля 1980 года в Тронхейме, Норвегия) — норвежский композитор, мультиинструменталист и соучредитель американской компании по продакшн-музыке Two Steps from Hell. Прежде всего известен как автор музыки для кино и видеоигр.

## Биография
Музыкальную карьеру начал в 2003 году качестве демосценера, писавшего модульные трекеры под псевдонимом Lioz в составе группы Index.. В 2007 году Бергерсен вместе с Boom Jinx выпустил сингл «Remember September» в жанре транс.
В 2006 году Томас Бергерсен вместе с композитором Ником Фениксом из Лондона создают в Лос-Анджелесе компанию продакшн-музыки Two Steps From Hell, записывая оригинальную музыку для фильмов, видеоигр, телевизионных шоу и других медиа. В том 2006 году они начали выпускать демонстрационные альбомы, а с 2010 года и публичные.
В мае 2010 года Бергерсен и Феникс выпустили свой первый публичный альбом в жанре эпическая музыка под названием Invincible, представив некоторые из своих самых популярных на тот момент треков, в том числе «Freedom Fighters», «Moving Mountains», и «Heart of Courage». С тех пор вышло ещё несколько альбомов, включая Archangel и SkyWorld.
В 2010 году Бергерсен сочинил оригинальную музыку для документального фильма The Human Experience. Компакт-диск с саундтреком к нему был выпущен 29 марта 2011 года.
В 2011 году вышел сольный альбом Томаса Бергерсена, названный Illusions. Его второй сольный альбом под названием Sun был выпущен в сентябре 2014 года. Он также выпустил несколько синглов, в том числе «Heart» и «The Hero in Your Heart», средства от которых были предназначены для ликвидации последствий землетрясения в Тохоку и тайфуна «Хайян» соответственно.
В 2013 году Бергерсен и Феникс дали живой концерт в концертном зале имени Уолта Диснея, подтвердив, что по крайней мере один будущий концерт запланирован в Европе, намереваясь начать гастроли в 2015 году. В 2014 году в Румынии состоялся концерт Томаса Бергерсена и Ханса Циммера.

## Дискография

### Сольные альбомы
- 2011 — Illusions
- 2014 — Sun
- 2019 — Seven
- 2019 — American Dream
- 2020 — Humanity - Chapter I
- 2020 — Humanity - Chapter II
- 2021 — Humanity - Chapter III
- 2022 — Humanity - Chapter IV

### Two Steps from Hell
Демонстрационные альбомы:
- 2006 — Volume One (первый альбом, различные жанры)
- 2006 — Shadows and Nightmares (Horror genre album)
- 2007 — Dynasty (Epic genre album)
- 2007 — All Drums Go to Hell (ударно-ориентированный альбом)
- 2007 — Nemesis (Epic genre album, записан в основном Бергерсеном)
- 2007 — Pathogen (Electro-metal album, записан в основном Ником Фениксом)
- 2008 — Dreams & Imaginations (New Age album)
- 2008 — Legend (Epic genre album, при участии Troels Folmann)
- 2008 — Ashes (Horror genre album)
- 2009 — The Devil Wears Nada (в основном лёгкий и юмористический альбом)
- 2010 — Power of Darkness (Epic genre album]
- 2010 — All Drones Go to Hell[14] (также известен как Mystical Beginnings;[15] New Age album)
- 2010 — Illumina[14] (New Age album)
- 2011 — Balls to the Wall (перкуссионный альбом, с участием Алекса Пфеффера)
- 2011 — Nero (Epic genre album, с участием Алекса Пфеффера)
- 2012 — Two Steps from Heaven (Pet-проект Томаса Бергерсена, представляющий вдохновляющую, эмоциональную и приключенческую музыку)
- 2012 — Burn (небольшая коллекция 8 дабстеп-ремиксов)[16]
- 2013 — Cyanide (Percussion and electro-metal album)
- 2013 — Crime Lab (Industrial electronica album)[17]
- 2014 — Open Conspiracy (Epic Hybrid album, с участием Hitesh Ceon и Nick Pittsinger)[18]
- 2014 — Quarantine (Sci-fi Electronica album)[19]
- 2014 — Amaria (New Age/Epic drama album, составлен Томасом Бергерсеном)[20]

Публичные альбомы:
- 2010 — Invincible (Сборник некоторых из самых популярных треков от Two Steps from Hell)
- 2011 — Archangel (Сборник некоторых из самых популярных треков от Two Steps From Hell)
- 2012 — Demon’s Dance (Сборник треков ранее не издававшихся для публики, доступны только в приложениях Two Steps from Hell для Android и iOS)
- 2012 — Halloween[21] (Сборник известных треков horror genre из нескольких демонстрационных альбомов, а также треков других жанров)
- 2012 — SkyWorld[22] (First public album featuring almost entirely new music)
- 2013 — Classics Volume One[23] (Сборник ранее не издававшихся треков. Первый публичный альбом доступный в lossless audio)
- 2014 — Miracles (Эпическая драма / эмоциональный альбом с лучшими треками из альбомов Illumina, Dreams & Imaginations и Two Steps From Heaven, а также несколько новых треков)
- 2014 — Colin Frake on Fire Mountain (Саундтрек для электронной книги Ника Феникса)[24]
- 2015 — Battlecry (первый публичный альбом, который был выпущен на двух дисках)[25][26]
- 2015 — Classics Volume Two (Подборка новых и ранее неизданных треков)
- 2016 — Vanquish (Original public album)
- 2017 — Unleashed
- 2019 — Seven
- 2019 — American Dream[27]